# Douzy
Douzy és un municipi francès situat al departament de les Ardenes i a la regió del Gran Est.
A partir de l'15 de setembre de 2015, Douzy es fusiona amb Mairy.

## Demografia

### Població
El 2007 la població de fet de Douzy era de 1.769 persones. Hi havia 658 famílies de les quals 154 eren unipersonals (77 homes vivint sols i 77 dones vivint soles), 188 parelles sense fills, 265 parelles amb fills i 51 famílies monoparentals amb fills.
La població ha evolucionat segons el següent gràfic:
Habitants censats

### Habitatges
El 2007 hi havia 699 habitatges, 670 eren l'habitatge principal de la família, 3 eren segones residències i 26 estaven desocupats. 602 eren cases i 94 eren apartaments. Dels 670 habitatges principals, 418 estaven ocupats pels seus propietaris, 241 estaven llogats i ocupats pels llogaters i 11 estaven cedits a títol gratuït; 12 tenien una cambra, 22 en tenien dues, 49 en tenien tres, 240 en tenien quatre i 346 en tenien cinc o més. 404 habitatges disposaven pel capbaix d'una plaça de pàrquing. A 311 habitatges hi havia un automòbil i a 264 n'hi havia dos o més.

### Piràmide de població
La piràmide de població per edats i sexe el 2009 era:
| Homes | Edats   | Dones |
| ----- | ------- | ----- |
| 0     | 95 o +  | 0     |
| 0     | 90 a 94 | 0     |
| 4     | 85 a 89 | 8     |
| 8     | 80 a 84 | 4     |
| 8     | 75 a 79 | 36    |
| 28    | 70 a 74 | 28    |
| 40    | 65 a 69 | 20    |
| 16    | 60 a 64 | 64    |
| 36    | 55 a 59 | 28    |
| 76    | 50 a 54 | 52    |
| 60    | 45 a 49 | 72    |
| 44    | 40 a 44 | 36    |
| 88    | 35 a 39 | 68    |
| 52    | 30 a 34 | 60    |
| 52    | 25 a 29 | 56    |
| 28    | 20 a 24 | 16    |
| 60    | 15 a 19 | 52    |
| 60    | 10 a 14 | 68    |
| 84    | 5 a 9   | 20    |
| 60    | 0 a 4   | 44    |

## Economia
El 2007 la població en edat de treballar era de 1.129 persones, 796 eren actives i 333 eren inactives. De les 796 persones actives 688 estaven ocupades (405 homes i 283 dones) i 108 estaven aturades (43 homes i 65 dones). De les 333 persones inactives 65 estaven jubilades, 107 estaven estudiant i 161 estaven classificades com a «altres inactius».

### Ingressos
El 2009 a Douzy hi havia 697 unitats fiscals que integraven 1.873 persones, la mediana anual d'ingressos fiscals per persona era de 14.989 €.

### Activitats econòmiques
Dels 60 establiments que hi havia el 2007, 1 era d'una empresa alimentària, 5 d'empreses de fabricació d'altres productes industrials, 10 d'empreses de construcció, 9 d'empreses de comerç i reparació d'automòbils, 7 d'empreses de transport, 7 d'empreses d'hostatgeria i restauració, 1 d'una empresa d'informació i comunicació, 7 d'empreses de serveis, 11 d'entitats de l'administració pública i 2 d'empreses classificades com a «altres activitats de serveis».
Dels 20 establiments de servei als particulars que hi havia el 2009, 1 era una gendarmeria, 1 oficina de correu, 1 funerària, 4 tallers de reparació d'automòbils i de material agrícola, 1 autoescola, 1 paleta, 2 guixaires pintors, 3 fusteries, 3 lampisteries, 1 perruqueria, 1 veterinari i 1 restaurant.
Dels 4 establiments comercials que hi havia el 2009, 1 era una botiga de més de 120 m², 1 una botiga de menys de 120 m², 1 una sabateria i 1 una botiga de mobles.
L'any 2000 a Douzy hi havia 5 explotacions agrícoles.

## Equipaments sanitaris i escolars
L'únic equipament sanitari que hi havia el 2009 era una farmàcia.
El 2009 hi havia 1 escola maternal i 1 escola elemental. Douzy disposava d'un col·legi d'educació secundària amb 315 alumnes.

## Poblacions més properes
El següent diagrama mostra les poblacions més properes.